# Эджертон (Вайоминг)
Эджертон (англ. Edgerton, Wyoming) — город, расположенный в округе Натрона (штат Вайоминг, США) с населением в 169 человек по статистическим данным переписи 2000 года.

## География
По данным Бюро переписи населения США город Эджертон имеет общую площадь в 0,78 квадратных километров, водных ресурсов в черте населённого пункта не имеется.
Город Эджертон расположен на высоте 1493 метра над уровнем моря.

## Демография
По данным переписи населения 2000 года в Эджертоне проживало 169 человек, 44 семьи, насчитывалось 74 домашних хозяйств и 119 жилых домов. Средняя плотность населения составляла около 253 человек на один квадратный километр. Расовый состав Эджертона по данным переписи распределился следующим образом: 96,45 % белых, 0,59 % — коренных американцев, 1,78 % — представителей смешанных рас, 1,18 % — других народностей. Испаноговорящие составили 1,18 % от всех жителей города.
Из 74 домашних хозяйств в 27,0 % — воспитывали детей в возрасте до 18 лет, 51,4 % представляли собой совместно проживающие супружеские пары, в 8,1 % семей женщины проживали без мужей, 39,2 % не имели семей. 36,5 % от общего числа семей на момент переписи жили самостоятельно, при этом 8,1 % составили одинокие пожилые люди в возрасте 65 лет и старше. Средний размер домашнего хозяйства составил 2,28 человек, а средний размер семьи — 2,96 человек.
Население города по возрастному диапазону по данным переписи 2000 года распределилось следующим образом: 23,7 % — жители младше 18 лет, 4,7 % — между 18 и 24 годами, 24,3 % — от 25 до 44 лет, 36,1 % — от 45 до 64 лет и 11,2 % — в возрасте 65 лет и старше. Средний возраст жителей составил 43 года. На каждые 100 женщин в Эджертоне приходилось 119,5 мужчин, при этом на каждые сто женщин 18 лет и старше приходилось 118,6 мужчин также старше 18 лет.
Средний доход на одно домашнее хозяйство в городе составил 28 750 долларов США, а средний доход на одну семью — 33 750 долларов. При этом мужчины имели средний доход в 24 583 доллара США в год против 14 375 долларов среднегодового дохода у женщин. Доход на душу населения в городе составил 14 332 доллара в год. 10,7 % от всего числа семей в округе и 18,2 % от всей численности населения находилось на момент переписи населения за чертой бедности, при этом 9,1 % из них были моложе 18 лет.